# Allen Prichard Block
Allen Prichard Block, britanski general, * 13. januar 1899, Surrey, Anglija, † 22. maj 1973, Hampshire, Anglija.